# Thiacidas triangulata
Pteronycta triangulata là một loài bướm đêm trong họ Noctuidae.